# Liste der Ortsnecknamen im Landkreis Miltenberg

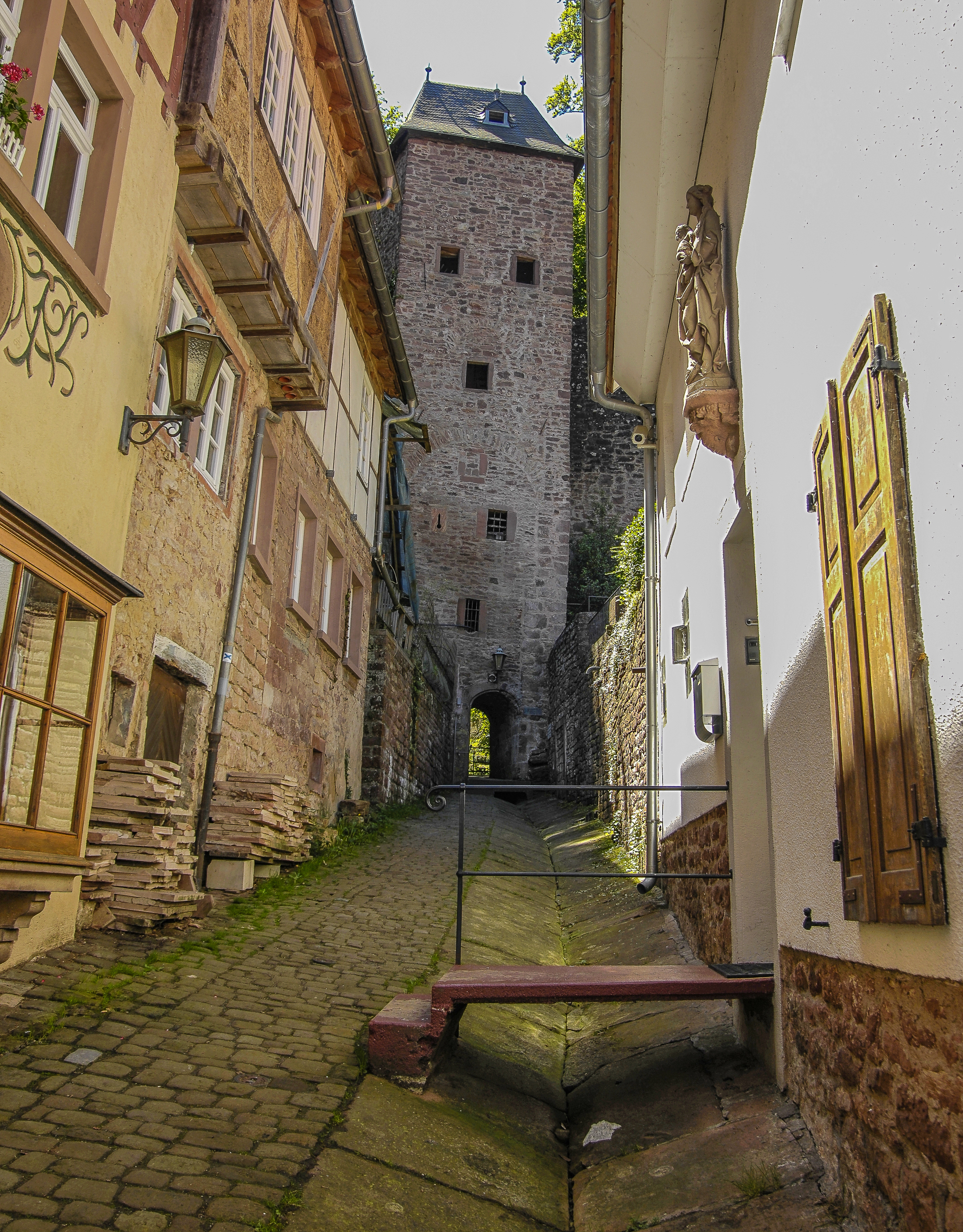
Miltenberg, offene Regen- und Abflussrinne in der Gasse zum "Schnatterloch-Turm"

Im Spessart und im Maintal hat fast jeder Ort einen Spitznamen, Utz-, Uznamen, Spottnamen, Ortsnecknamen. Er ist meistens auf eine ortstypische Tätigkeit zurückzuführen, für den es auch einen speziellen Ausdruck in der Mundart gibt.

## Zweck
Ortsnecknamen wurden oft von Nachbarn oder den jeweils Einheimische selbst vergeben. Sie wurden früher verwendet, um die Bewohner zu charakterisieren, die Frauen oder jungen Männer zu verspotten. Heute benennen sich Vereine und besonders Faschingsgesellschaften danach. Es ist auch eine Art Brauchtumspflege, dass manche, wenn auch kräftige und deftige Ausdrücke, in der Zukunft erhalten bleiben und nicht verloren gehen.

## Ortsneckname
- Altenbuch: Wildsäu
- Amorbach: Gowedler, Jolle, Dornscheißer, Staffelbrunzer
- Amorbach, OT Beuchen: Heuhüpfer
- Amorbach, OT Reichartshausen: Mösischkratzer (Mooskratzer)
- Amorbach, OT Boxbrunn: Heubooz (Vogelscheuche)
- Breitendiel: Ameler, Kerscheknödel, Hasenbäuerli
- Bürgstadt: Kreuzköpf
- Collenberg, OT Fechenbach: Staffelscheißer, Wasserärsch
- Collenberg, OT Kirschfurt: haam - haam (nach Hause - nach Hause)
- Collenberg, OT Reistenhausen: Üzer
- Dorfprozelten: haam - haam (nach Hause - nach Hause)
- Eichenbühl: Krummbirnsäck (Kartoffelsäcke)
- Elsenfeld: Sandhasen
- Elsenfeld, OT Eichelsbach: Höhbauern
- Elsenfeld; OT Rück: Rücker Krummbierndrücker
- Erlenbach am Main: Sandhasen
- Erlenbach am Main, OT Mechenhard: Berginidaner, Strohköpp
- Erlenbach am Main, OT Streit: Schtraadä Mistbraadä (Mistverteiler)
- Eschau: Kla Paris
- Faulbach: Bachscheißer
- Faulbach, OT Breitenbrunn: Petzköpp
- Großheubach: Böhner
- Großwallstadt: Hefeklöß, Matteköpp, Schollekläpperer, Pollacken
- Hausen: Blattköpp
- Kirchzell: Schluddebohne (Bohnenhülsen), Sandhasen
- Kirchzell, OT Breitenbuch: Remschüh (Hemmschuhe)
- Kirchzell, OT Ottorfszell: Talkrappe
- Kirchzell, OT Watterbach: Gräbbeleshüpfer
- Kleinheubach: Hannjörche, Hamerige
- Kleinwallstadt: Pollacken, Mainbrunzer
- Kleinwallstadt, OT Hofstetten: Russen, Krake (Krähen)
- Klingenberg am Main: Spatzen
- Klingenberg am Main, OT Röllfeld: Sandhasen
- Klingenberg am Main, OT Trennfurt: Türken
- Laudenbach: Kröpfer
- Leidersbach: Hutzelgründer, Besenbinder, Sacco Valley
- Leidersbach, OT Ebersbach: Laameritscher (Lehmrutscher)
- Leidersbach, OT Rossbach: Backschüsselärsch
- Leidersbach, OT Volkersbrunn: Pannekichelsche
- Miltenberg: Schnatterloch
- Miltenberg: Hurnochsen, Staffelbrunser, Meescheißer
- Miltenberg, OT Mainbullau: Pollacken, Bloßärsch
- Mömlingen: Messerklingen, Stampes
- Mönchberg: Gesetzbücher
- Neunkirchen: Ablasstiker, Krautköpp
- Neunkirchen, OT Richelbach: Samedsfresser, Bachbrunzer
- Niedernberg: Honisch (habe ich), Blechkatzen (ein in Niedernberg erprobtes Gerät zum Vernichten der Wühlmäuse durch Rauchgase)
- Obernburg am Main: Handumme (nach dem dort häufig vorgekommenen Vornamen Johann-Thomas), Stadtbauern
- Obernburg am Main, OT Eisenbach: Zicke Zacke - Digge Dagge
- Röllbach: Worzelköpp
- Rüdenau: Klammhörnli
- Schneeberg: Krabbe (Raben)
- Stadtprozelten: Gaashockeler (tragen bei Hochwasser ihre Ziegen im Huckepack den Berg hinauf)
- Stadtprozelten, OT Neuenbuch: Kieknörzli (Kienholz-Stümpfe)
- Sulzbach am Main: Määmuschel, Schlöt
- Sulzbach am Main, OT Dornau: Gaggl
- Sulzbach am Main, OT Soden:  Säirä Griene (Kernobstsorte), Nosterer (wippen auf Polstermöbeln)
- Weilbach: Frösch, Dannescheißer
- Weilbach, OT Weckbach: Steckelesspitzer
- Wörth am Main: Schlackschisser,[2] Zettelfresser, Armensuppe

## Spottverse
- Eschau: Wer von Eichelsbach kommt ohne Wind, vom Hammer ohne Sünd’ und durch Eschau ohne Spott, hat besondere Gnad’ von Gott.

- Eschau: Die Gashäi ess houchgeboän, Äschich ess zu Dräck gefroän, en Summere ess de Houchmu grouß, en Hobbach ess de Deifel lous. Auf Hochdeutsch: „Die Geißhöhe ist hochgeboren, Eschau ist zu Dreck gefroren, in Sommerau ist der Hochmut groß, in Hobbach ist der Teufel los“.
- Wörth am Main: Kümmst von Wörth, biste gstört.